# Mike Hawkins (musiker)
Mike Hawkins (født 'Mikkel Cox', 1991 – Århus, Danmark), er en dansk Producer og DJ, tidligere kendt som Eurohawk. Han har siden 2008 været aktiv under pseudonymet Mike Hawkins, primært i house.
Mike har spillet sammen med en del andre kendte DJ's, deriblandt Trentemøller, Sebastien Leger, Ferry Corsten, Marcus Schossow m.fl.
I 2010 havde Mike hele 3 tracks i verdens største radioshow, BBC Radio 1's Essential Mix, deriblandt singlen "Cherrycoke", i samarbejde med Pablo Oliveros, der er sat til at udkomme marts 2011.
Mike har opnået support på sine udgivelser fra bl.a. Sander van Doorn (hvis label, Doorn Records, han også har udgivet på), Ferry Corsten, Faithless, Erick Morillo, Fedde le Grand, Abel Ramos m.fl. 
Mike Hawkins er nævnt af Marcus Schossow i DJ MAG 2010 som Årets Breakthrough Producer 
I 2010 har han arbejdet en del sammen med DJ MAG Top100 DJ's Marcus Schossow og Daniel Kandi har ifølge en facebookopdatering to numre på vej med disse.
Mike Hawkins røg i 2010 på Sound of Copenhagen's liste over mest indflydelsesrige DJ's i det Københavnske natteliv, og har ligeledes også haft en udgivelse med på deres compilation, Sound of Copenhagen vol. 4 
Mike har i 2011 tracks ude på blandt andet Virgin / EMI og Sony m.fl.
Mike skabte i slutningen af 2012 pladeselskabet Megaton Records, der blandt andre huser artisterne Toby Green og Pablo Oliveros.
Singlen "Soldiers", som blev udgivet under Doorn Records, skabte meget hype om Mike Hawkins, der efterfølgende remixede Martin Garrix's "Wizard og Zedd's "Find you".